# این جنگ است
این جنگ است (به انگلیسی: This Is War) سومین آلبوم گروه راک آمریکایی ترتی سکندز تو مارس است. این آلبوم مفهومی در ۸ دسامبر ۲۰۰۹ توسط ویرجین رکوردز و ای‌ام‌آی گروپ منتشر شد و پس از انتشار تا رتبه ۱۸ بیلبورد ۲۰۰ صعود کرد.